# Jessica Szohr
Jessica Szohr, née le 31 mars 1985 à Menomonee Falls, (Wisconsin, États-Unis), est une actrice et mannequin américaine. 
Elle se fait connaître, du grand public, par le rôle de Vanessa Abrams dans la série télévisée Gossip Girl (2007-2012).

## Biographie

### Jeunesse et formation
Jessica Szohr naît de parents d'origines hongroise et afro-américaine. Elle est l'aînée d'une famille de cinq enfants[réf. nécessaire].
Elle n'a que six ans lorsqu'elle commence le mannequinat. Sa première campagne publicitaire nationale était pour Quaker Oats Company, à l'âge de dix ans. 
Elle suit sa scolarité et obtient son diplôme de fin d’études secondaires au lycée de Menomonee Falls, dans le Wisconsin. Durant ses études, elle pratique le football et elle fait partie de l'équipe de pom-pom girl. 
Pendant cette période, elle pose pour des publicités pour les magasins Kohl's mais aussi pour Mountain Dew et d'autres.

### Carrière

#### Débuts, mannequinats et rôles secondaires
Elle s'installe avec sa mère à Los Angeles à l'âge de dix-sept ans afin de poursuivre une carrière dans le théâtre. Parallèlement, elle décroche ses premiers contrats de mannequinat professionnels. Elle apparaît ainsi dans le magazine Seventeen et dans une campagne publicitaire pour la marque Claire's.
En 2003, elle fait ses débuts en tant qu'actrice en jouant dans un épisode de la sitcom populaire Ma famille d'abord. Dès lors, elle apparaît dans de nombreuses séries télévisées telles que Ce que j'aime chez toi, Drake et Josh, Le Monde de Joan. 
En 2005, elle joue dans son premier téléfilm, le drame La Force des mots de Georg Stanford Brown avec James Earl Jones, Joanna Cassidy et Monique Coleman.

#### Gossip Girlet révélation médiatique

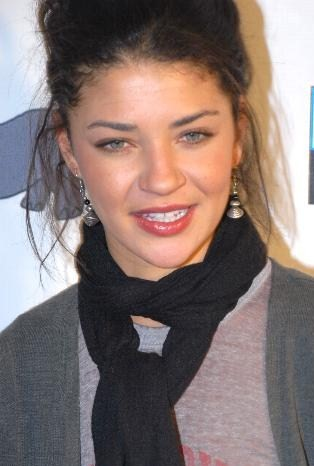
Jessica Szohr en 2008.

2007 est une année charnière pour l'actrice. Elle joue son premier rôle récurrent d'envergure, dans six épisodes de la série du réseau ABC, What About Brian. Elle apparaît dans le clip de la chanson Over You du groupe de rock Daughtry et elle joue dans trois épisodes de la saison 6 des Experts : Miami. Mais cette année-là, elle rejoint surtout le casting de la série télévisée Gossip Girl dès le sixième épisode de la première saison. Elle y joue Vanessa Abrams, aux côtés de, entre autres, Blake Lively et Leighton Meester. Ce rôle la révèle auprès du grand public. Elle est ensuite promue principale dès la deuxième saison. 
Entre-temps, elle joue dans le vidéofilm, Somebody Help Me (2007) de Chris Stokes, avec Brooklyn Sudano et Marques Houston. 
Elle décroche ses premiers rôles au cinéma. En 2009, elle participe à la comédie potache Fired Up avec Eric Christian Olsen et Nicholas D'Agosto, mais cette production est très mal reçue par la critique. 
Forte d'une nouvelle notoriété, elle devient, en 2010, l'égérie de la marque OP, aux côtés de Dianna Agron, Cory Monteith, Trevor Donovan et Cassie. La même année, elle est l'une des têtes d'affiche de la comédie horrifique Piranha 3D, ce qui lui vaut une nomination lors de la cérémonie populaire des MTV Movie & TV Awards. Le film est largement rentabilisé au box-office et une suite est produite, à laquelle l'actrice ne participe pas. 
En 2011, elle joue des seconds rôles dans plusieurs films, d'abord les comédies romantiques Amour, Mariage et Petits Tracas portée par Mandy Moore et Kellan Lutz et Mais comment font les femmes ? menée par Sarah Jessica Parker, puis la comédie d'action de Brett Ratner, Le Casse de Central Park avec son casting principal masculin composé de Ben Stiller, Eddie Murphy, Casey Affleck, Matthew Broderick et Michael Peña. 
À la fin de la quatrième saison de Gossip Girl, diffusée en 2011, elle quitte définitivement la série. Elle revient le temps d'une dernière apparition dans le dernier épisode de la saison 6, en 2012. La même année, elle apparaît dans la neuvième saison de Punk'd en tant que complice de Hayden Panettiere afin de piéger Dianna Agron.

#### Alternance cinéma et télévision

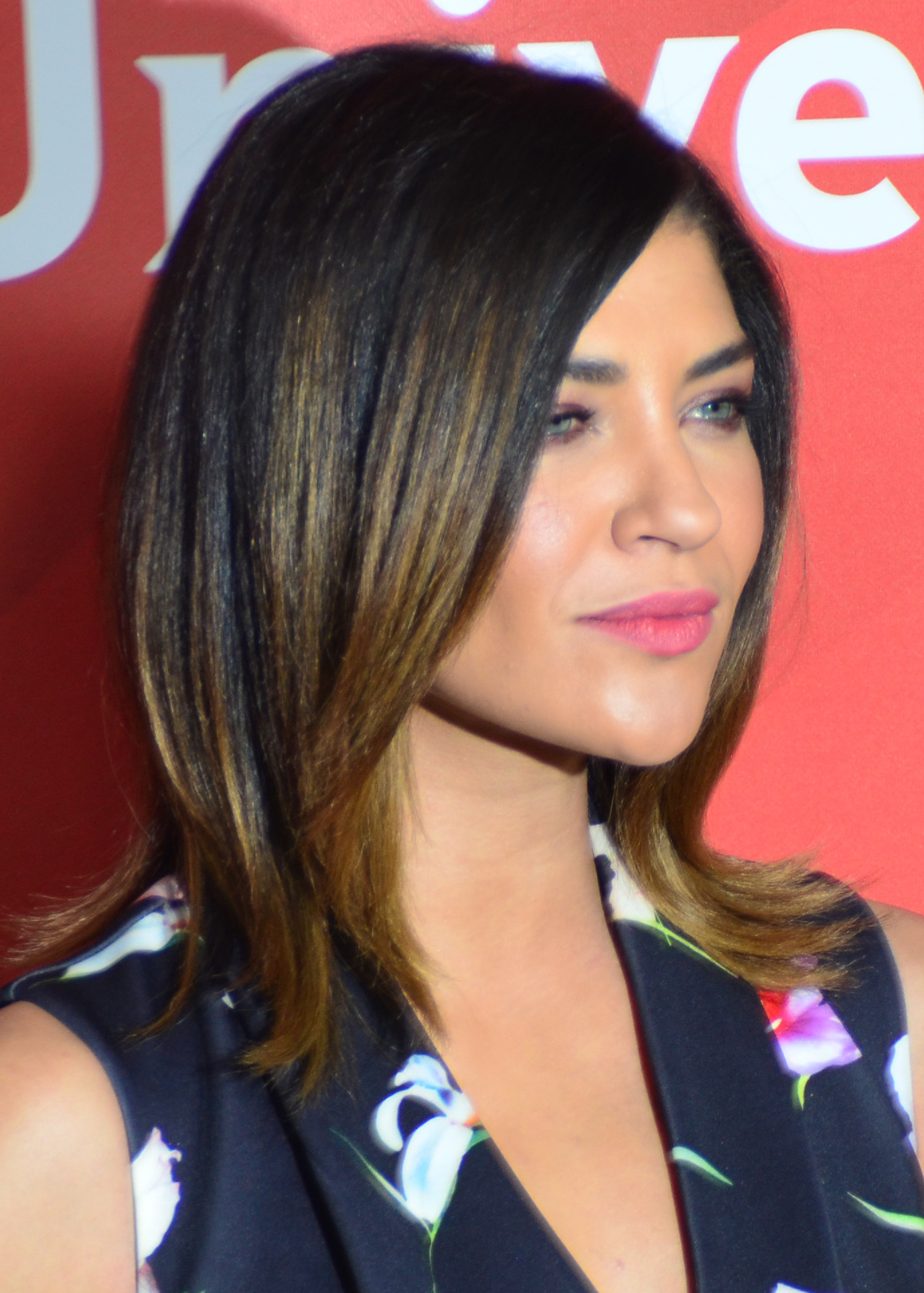
Jessica Szohr, lors du press tour des Television Critics Association, en 2015.

En 2012, elle est le premier rôle féminin, une tentatrice rusée, du film de science-fiction post apocalyptique indépendant Hirokin aux côtés de Wes Bentley. Elle porte aussi le film Art Machine avec Joseph Cross et  Joey Lauren Adams, incarnant une hipster hors-la-loi qui pratique la pyrotechnie. 
En octobre 2011, elle termine le tournage de la comédie horrifique Love Bite, dont elle partage la vedette aux côtés d'Edward Speleers. Le film sort le 9 novembre 2012 au Royaume-Uni.
En 2013, elle apparaît dans le clip vidéo de 22 de Taylor Swift et elle est choisie pour tenir le rôle principal féminin dans le pilote de la série The List pour le réseau FOX. Mais finalement, la série n'est pas commandée. Elle joue aussi des rôles secondaires dans les films Pawn et Les Stagiaires.  
La même année, elle joue les guest stars dans un épisode de Men at Work mais elle rebondit surtout vers une autre série, Complications. Cette série dramatique, diffusée en 2015 par USA Network, suit un médecin urgentiste désabusé qui voit sa vie changer après avoir été impliqué dans une fusillade de gang. Elle y évolue aux côtés de Jason O'Mara, Beth Riesgraf et Lauren Stamile. La série est cependant arrêtée au bout d'une seule saison, faute d'audiences suffisantes. 
Après Aventure d'un soir et Ted 2, elle signe pour un rôle récurrent dans la seconde saison de Kingdom. Avant cela, elle est également à l'affiche du téléfilm romantique d'Hallmark Channel, Ma vie rêvée ! avec Ryan Kennedy et Ben Hollingsworth.

#### Rôles réguliers
En 2017, elle décroche un rôle récurrent dans quelques épisodes de la saison 3 de Twin Peaks. Puis, elle obtient un autre rôle récurrent, cette fois-ci plus développé, dans la série Shameless. Il s'agit d'une adaptation américaine de la série télévisée britannique du même titre créée par Paul Abbott. Son personnage est intégré à partir de la saison 8 et apparaît dans quelques épisodes de la saison 9. Elle incarne Nessa, une jeune femme lesbienne, intelligente et dure à cuire. 
Elle intègre ensuite la distribution de la série The Orville afin d'interpréter Talla Keyali, la nouvelle cheffe de la sécurité à bord de l'USS Orville, en remplacement d'Alara Kitan, jouée par Halston Sage. Elle obtient le rôle grâce à Seth MacFarlane qui l'avait dirigée dans Ted 2, ce qui lui permet, entre autres, de retravailler avec Leighton Meester qui vient aussi jouer les guest-stars dans cette série.  

### Vie privée
Jessica Szohr est amie avec la chanteuse Taylor Swift avec qui elle a d'ailleurs tourné dans le clip de 22. C'est également une amie de longue date des actrices Dianna Agron et Nina Dobrev.
De 2008 à 2010, elle est en couple avec l'acteur Ed Westwick, l'interprète de Chuck Bass dans Gossip Girl, qu'elle a rencontré lors du tournage de la série,.
De 2014 a 2018, elle fréquente le joueur de football américain Scotty McKnight,.
Depuis 2019, elle est en couple avec le joueur de hockey sur glace Brad Richardson. Ensemble, ils ont une fille, née le 11 janvier 2021 et prénommée Bowie Ella. En mai 2022, elle annonce leurs fiançailles sur son compte Instagram.

## Filmographie

### Cinéma

#### Longs métrages
- 2003 : Uncle Nino de Robert Shallcross : The MC
- 2007 : Somebody Help Me de Chris Stokes : Nicole (vidéofilm)
- 2009 : Fired Up de Will Gluck : Kara
- 2010 : Piranha 3D de Alexandre Aja : Kelly Driscoll
- 2011 : Amour, Mariage et Petits Tracas de Dermot Mulroney : Shelby
- 2011 : Mais comment font les femmes ? de Douglas McGrath : Paula
- 2011 : Le Casse de Central Park de Brett Ratner : Sasha
- 2012 : Hirokin: The Last Samurai de Alejo Mo-Sun : Orange
- 2012 : Art Machine de Doug Karr : Cassandra
- 2012 : Love Bite de Andy De Emmony : Julianna
- 2013 : Pawn de David A. Armstrong : Bonnie
- 2013 : Les Stagiaires de Shawn Levy : Marielena
- 2013 : Brightest Star de Maggie Kiley : Lita Markovic
- 2014 : House at the End of the Drive de David Worth : Krista
- 2014 : 10 Cent Pistol de Michael C. Martin : Chelsea
- 2014 : Two Night Stand de Max Nichols : Faiza
- 2015 : Club Life de Fabrizio Conte : Tanya
- 2015 : Ted 2 de Seth MacFarlane : Allison

### Télévision

#### Séries télévisées
- 2003 : Ma famille d'abord : Dee-Jay (saison 3, épisode 25)
- 2004 : Ce que j'aime chez toi : Liz (saison 2, épisode 16)
- 2004 : Drake et Josh (saison 1, épisode 4)
- 2004 : Le Monde de Joan : Nikki (saison 1, épisode 16)
- 2005 : Phénomène Raven : Jordache Hilltopper (saison 3, épisode 9)
- 2007 : What About Brian : Laura (saison 2, 6 épisodes)
- 2007 : Les Experts : Miami (CSI: Miami) : Samantha Barrish (saison 6, 3 épisodes)
- 2007 - 2012 : Gossip Girl : Vanessa Abrams (rôle récurrent, saison 1 et principal de la saison 2 à la saison 4, puis invitée en saison 6 - 83 épisodes)
- 2013 : Men at Work : Jenny (saison 2, épisode 9)
- 2013 : The List de Ruben Fleischer : Natalie Voss (pilote non retenu par la FOX)
- 2015 : Les experts: Cyber : Carmen Lopez (saison 2, épisode 6)
- 2015 : Complications : Gretchen Polk (rôle principal - saison 1, 10 épisodes)
- 2016 : Kingdom : Laura Melvin (saison 2, 5 épisodes)
- 2017 : Twin Peaks : Renée (saison 3, 3 épisodes)
- 2017 - 2018 : Shameless : Nessa (rôle récurrent - saisons 8 et 9, 12 épisodes)
- 2019 - 2020 : The Orville : Lt. Talla Keyali

#### Téléfilms
- 2005 : La force des mots de Georg Stanford Brown : Dayva
- 2014 : Ma vie rêvée ! (Lucky in Love) de Kevin Fair : Mira

### Clips vidéos
- 2007 : Over You de Daughtry
- 2007 : Best Days de Matt White
- 2013 : 22 de Taylor Swift
- 2014 : Already Home de A Great Big World

## Distinctions
Sauf indication contraire ou complémentaire, les informations mentionnées dans cette section proviennent de la base de données IMDb.

### Nominations
- MTV Movie & TV Awards 2011 : meilleure performance la plus effrayante dans Piranha 3D